# Le Mesnil-Ozenne
Le Mesnil-Ozenne – miejscowość i gmina we Francji, w regionie Normandia, w departamencie Manche.
Według danych na rok 1990 gminę zamieszkiwało 150 osób, a gęstość zaludnienia wynosiła 33 osoby/km² (wśród 1815 gmin Dolnej Normandii Le Mesnil-Ozenne plasuje się na 736. miejscu pod względem liczby ludności, natomiast pod względem powierzchni na miejscu 920.).